# Pi Kogi Enavot
Pi Kogi Enavot, også kendt som El Nasii, er den trettende og sidste måned i den etiopiske kalender. Den falder mellem d. 6. september og d. 10. september i den gregorianske kalender. Måneden er også en del af Shemu (høsten) i det gamle Egypten,hvor egypterne høster deres afgrøder i hele Egypten. Navnet Pi Kogi Enavot betyder den lille måned.
| Efterfulgte: Mesori | Etiopiske måneder længde: 5 - 6 dage | Efterfulgtes af: Thout |

| Tid | Spire Denne artikel om tid eller kalendere er en spire som bør udbygges. Du er velkommen til at hjælpe Wikipedia ved at udvide den. |